# Pusta Tušimlja
Pusta Tušimlja (izvirno srbsko Пуста Тушимља) je naselje v Srbiji, ki upravno spada pod Mesto Novi Pazar; slednja pa je del Raškega upravnega okraja.

## Demografija
V naselju živi 47 polnoletnih prebivalcev, pri čemer je njihova povprečna starost 52,4 let (44,6 pri moških in 60,2 pri ženskah). Naselje ima 18 gospodinjstev, pri čemer je povprečno število članov na gospodinjstvo 2,94.
To naselje je, glede na rezultate popisa iz leta 2002, večinoma srbsko.
|  |

| Demografija | Demografija     | Demografija     |
| Leto        | Št. prebivalcev | Št. prebivalcev |
| ----------- | --------------- | --------------- |
|             |                 |                 |
|             |                 |                 |
|             |                 |                 |
|             |                 |                 |
| 1948        | 143             |                 |
| 1953        | 149             |                 |
| 1961        | 160             |                 |
| 1971        | 124             |                 |
| 1981        | 113             |                 |
| 1991        | 78              | 75              |
| 2002        | 58              | 53              |
|             |                 |                 |

| Etnična sestava po popisu iz leta 2002 | Etnična sestava po popisu iz leta 2002 | Etnična sestava po popisu iz leta 2002 | Etnična sestava po popisu iz leta 2002 | Etnična sestava po popisu iz leta 2002 |
| -------------------------------------- | -------------------------------------- | -------------------------------------- | -------------------------------------- | -------------------------------------- |
| Srbi                                   | Srbi                                   |                                        | 51                                     | 96,22%                                 |
| Črnogorci                              | Črnogorci                              |                                        | 1                                      | 1,88%                                  |
| Jugoslovani                            | Jugoslovani                            |                                        | 1                                      | 1,88%                                  |
| Neznano                                | Neznano                                |                                        | 0                                      | 0,0%                                   |